# Johan von Bülow
Johan (von) Bülow, född den 29 juli 1751, död den 22 januari 1828, var en dansk hovman och kommendör av Nordstjärneorden.

## Bakgrund
Bülow blev 1769 löjtnant vid livgardet (övervar dettas resning mot Struensee julafton 1771), men studerade samtidigt vid Sorø Akademi. 1773 blev han kammarjunkare hos kronprins Fredrik, vann dennes förtroende och var mycket verksam både vid förberedandet och utförandet av regeringsskiftet den 14 april 1784, då kronprinsen övertog styrelsen och bildade en ny ministär.
Bülow förblev ännu i ett antal år kronprinsens rådgivare, blev 1784 marskalk vid hans hov och 1790 geheimeråd, men miste efter hand sitt inflytande, emedan han ogillade kronprinsens ensidiga förkärlek för krigsväsen och varnade honom för prins Karl av Hessen (hans blivande svärfar).
1793 föll han i onåd, flyttade till Sanderumgaard på Fyn och visade sig som en vetenskapernas givmilde beskyddare (han gav 80 000 kronor dels till reseunderstöd, dels till utgivande av skrifter). Hans samlingar av brev och historiska aktstycken skänktes till Sorö akademi.